# Anyajua
Anyajua est un village du Cameroun situé dans l’arrondissement de Belo, dans le département de Boyo et dans la Région du Nord-Ouest. C'est aussi le siège d'une chefferie traditionnelle de 2e degré.
Il s'agit du village où est né « Pa Yong », de son vrai nom Bobe Yong Francis. Cet homme, souvent appelé le Nelson Mandela de la Région du Nord-Ouest du Cameroun, a fondé des institutions pédagogiques, sportives et médiatiques pour les siens.

## Géographie
Le village d'Anyajua est situé dans les montagnes, à 1 650 m d'altitude et se trouve à proximité du centre urbain de Belo,. 

### Forêt communautaire certifiée
Ce village possède une forêt communautaire certifiée depuis 2004 (les forêts communautaires au Cameroun forment un réseau servant à protéger et à conserver la forêt Kilum-Ijim). Les services d’écosystème et les ressources de cette forêt, par exemple des plantes médicinales, du bambou et du bois à brûler, sont considérables pour les habitants du villages d’Anyajua.

## Population
Lors du recensement de 2005, on a dénombré 2 781 habitants, dont 1 207 hommes et 1 574 femmes.

## Institution
Entre autres, le lycée Anyajua, du sous-système anglophone, dispense un enseignement général de 2e cycle (classes de la 6e à la terminale).